# Валя-Скурте
Валя-Скурте (рум. Valea Scurtă) — село у повіті Ковасна в Румунії. Входить до складу комуни Естелнік.
Село розташоване на відстані 185 км на північ від Бухареста, 41 км на північний схід від Сфинту-Георге, 67 км на північний схід від Брашова.

## Населення
За даними перепису населення 2002 року у селі проживали 277 осіб.
Національний склад населення села:
| Національність | Кількість осіб | Відсоток |
| -------------- | -------------- | -------- |
| угорці         | 270            | 97,5%    |
| румуни         | 7              | 2,5%     |

Рідною мовою назвали:
| Мова      | Кількість осіб | Відсоток |
| --------- | -------------- | -------- |
| угорська  | 270            | 97,5%    |
| румунська | 7              | 2,5%     |